# Altana (wieś)
Altana – wieś w Polsce położona w województwie kujawsko-pomorskim, w powiecie radziejowskim, w gminie Dobre.
W latach 1975–1998 miejscowość administracyjnie należała do województwa włocławskiego.